# Ukop Isusa
Ukop Isusa događaj je opisan u Novom zavjetu. 
Nakon što je Isus umro na križu oko tri sata popodne, trebalo ga je pokopati do šest sati, jer je tada počinjala Pasha, kada se nije radilo. Po židovskom zakonu raspete trebalo je pokopati isti dan. Prijetila je mogućnost, da Isusa bace u neku jamu, ako na brzinu ne nađu grob. Po zakonu, one koji su osuđeni na smrtnu kaznu, nije se pokapalo uz druge pokojne, nego odvojeno.
Josip iz Arimateje, zamolio je Poncija Pilata za dozvolu, da može pokopati Isusovo tijelo. Tijela pogubljenih bila su na skrbi rimske države pa je trebalo pitati rimskog namjesnika za dopuštenje. Da su apostoli pitali, vjerojatno bi bilo odbijeni. Josip iz Arimateje bio je ugledni Židov, član Velikog vijeća. Potajno je bio Isusov učenik i protivio se što su židovski svećenici osudili Isusa na smrt. Kada je Josip došao Pilatu, on se začudio, da je Isus već umro. Pitao je rimskog satnika, da li je to istina. Kada se uvjerio, darovao je Josipu iz Arimateje Isusovo tijelo bez novčane naknade.
Pod križem su bila Djevica Marija, koja se bojala što će biti s Isusovim tijelom te druge pobožne žene. Doživjeli su olakšanje, kada su saznali, da će Isusa pokopati Josip iz Arimateje. On i njegovi pomoćnici skidali su Isusa s križa. Po predaji, vjeruje se, da ga je Djevica Marija uzela u naručje. Taj prizor zove pieta. 
U pomoć je došao i Židov Nikodem. Na početku Isusovog javnog propovijedanja, sastao se potajno s Isusom jedne noći i razgovorao o vjerskim pitanjima. Bio je ugledni Židov. Pod utjecajem prijašnjeg susreta s Isusom, došao je pomoći prilikom Isusova ukopa. Josip iz Arimateje, Nikodem i Djevica Marija prali su okrvavljeno Isusovo tijelo, nakon što su ga položili na jedan kamen na zapadnom podnožju brda. Isusovo tijelo zamotali su u laneno platno. Tijelo i povoje posipali su mirodijama. Nikodem je donio oko sto libara smjese smirne i aloja (Iv 19, 39). To je oko 32 kg. Mirodije su sprječavale naglo propadanje tijela i neugodne mirise. To sve je bilo samo privremeno, jer im se žurilo. Planirali su doći kasnije i po običaju cijelo tijelo pomazati uljem. 
Josip iz Arimateje bio je bogat, pa je već imao svoju grobnicu u blizini Kalvarije. To što Isus nije imao svoju grobnicu, bio je znak siromaštva. Josip iz Arimateje i Nikodem nosili su Isusovo tijelo do groba u pratnji Djevice Marije, apostola Ivana, nekoliko žena te pomoćnika Josipa i Nikodema. Kada su položili Isusovo tijelo u grobnicu, stavili su na nju kamen. Većina prisutnih brzo su otišli nazad u grad, jer se približavao šesti sat i početak Pashe. Htjeli su još taj dan kupiti ulja, kako bi u nedjelju pomazali Isusovo tijelo. Subotom trgovine nisu radile i izbjegavala se fizička aktivnost. Isus je neko vrijeme bio u grobu, a zatim je uskrsnuo prije nego što su ga došli pomazati uljima, koje su kupili.

## Unutarnje poveznice
- Isus na križu
- Uskrsnuće Isusa Krista
- Torinsko platno